# Crush.Fukk.Create: Requiem for Generation Armageddon
Crush.Fukk.Create: Requiem for Generation Armageddon è un live\documentario pubblicato dalla blackened death metal band polacca Behemoth. L'edizione è suddivisa in due DVD.
Nel primo DVD sono presenti due live (il Live Pandemonium, svoltosi al Party San Festival nel 2003, e il Mother Khaoz on Stage, svoltosi al Mystic Festival nel 2001) e due videoclip delle canzoni As Above So Below e Christians to the Lions.
Nel secondo DVD è presente il documentario Speak With The Devil, che contiene un'intervista a Nergal e dei filmati vari girati dallo staff e dalla band stessa durante vari live in America.

## Tracce Live
1. "Antichristian Phenomenon" - 6:04
2. "From the Pagan Vastlands" - 3:40
3. "Heru Ra Ha: Let There Be Mïght" - 3:19
4. "Christians to the Lions" - 3:07
5. "Hekau 718" - 0:48
6. "No Sympathy for Fools" - 3:58
7. "Decade of ΘΕΡΙΟΝ" - 3:11
8. "As Above so Below" - 5:50
9. "Chant for ΕΣΧΗΑΤΟΝ 2000" - 6:05
10. "Pure Evil & Hate" - 3:22
11. "Christians to the Lions" - 3:50
12. "Decade of ΘΕΡΙΟΝ" - 3:51
13. "From the Pagan Vastlands" - 3:44
14. "Antichristian Phenomenon" - 4:56
15. "LAM" - 4:10
16. "Satan's Sword (I Have Become)" - 4:12
17. "Chant for ΕΣΧΗΑΤΟΝ 2000" - 6:31

- Le tracce dalla 1 alla 10 sono state registrate durante il Live Pandemonium.
- Le tracce dalla 11 alla 17 sono state registrate durante il Mother Khaoz on Stage.